# WASHC3
WASHC3 (англ. WASH complex subunit 3) – білок, який кодується однойменним геном, розташованим у людей на короткому плечі 12-ї хромосоми. Довжина поліпептидного ланцюга білка становить 194 амінокислот, а молекулярна маса — 21 173.
| 10         |  | 20         |  | 30         |  | 40         |  | 50         |
| ---------- |  | ---------- |  | ---------- |  | ---------- |  | ---------- |
| MDEDGLPLMG |  | SGIDLTKVPA |  | IQQKRTVAFL |  | NQFVVHTVQF |  | LNRFSTVCEE |
| KLADLSLRIQ |  | QIETTLNILD |  | AKLSSIPGLD |  | DVTVEVSPLN |  | VTSVTNGAHP |
| EATSEQPQQN |  | STQDSGLQES |  | EVSAENILTV |  | AKDPRYARYL |  | KMVQVGVPVM |
| AIRNKMISEG |  | LDPDLLERPD |  | APVPDGESEK |  | TVEESSDSES |  | SFSD       |

A: Аланін

C: Цистеїн

D: Аспарагінова кислота

E: Глутамінова кислота

F: Фенілаланін

G: Гліцин

H: Гістидин

I: Ізолейцин

K: Лізин

L: Лейцин

M: Метіонін

N: Аспарагін

P: Пролін

Q: Глутамін

R: Аргінін

S: Серин

T: Треонін

V: Валін

Задіяний у таких біологічних процесах, як транспорт, транспорт білків, ацетилювання. 
Локалізований у ендосомах.